# Unisul São José
L' Unisul São José est un club de volley-ball brésilien basé à São José, dans l'État de Santa Catarina, et qui évolue au plus haut niveau national (Superliga).

## Noms et localisations
- 19??-1997 : Telesp Clube (São Paulo)
- 1997-1999 : Olympikus EC (Rio de Janeiro)
- 1999-2005 : Unisul EC (Florianópolis)
- 2005-2007 : Unisul EC (São José)
- 2007-2009 : Tigre/Unisul/Joinville (Joinville)

## Palmarès
- Championnat du Brésil : 2004

## Entraîneurs
- 1997-2005 :  Renan Dal Zotto
- 2005-2006 :  José Roberto Guimarães

## Effectif de la saison en cours
Entraîneur : José Roberto Guimarães  Brésil
| Numéro | Nom                                 | Taille | Nationalité | Poste |
| 1      | Riad GARCIA PIRES RIBEIRO           | 2,04   | Brésil      | C     |
| 2      | Raphael Florêncio MARGARIDO         | 1,85   | Brésil      | P     |
| 3      | Jose Jorge SANTOS SOUZA JUNIOR      | 2,08   | Brésil      | C     |
| 4      | Alan BARBOSA DOMINGOS               | 1,90   | Brésil      | L     |
| 5      | Wesley DA SILVA RIBEIRO             | 1,97   | Brésil      | R/A   |
| 6      | Jacke Richard COSTA DA SILVA        | 1,97   | Brésil      | A     |
| 8      | Evandro MOTTA MARCONDES GUERRA      | 2,08   | Brésil      | A     |
| 9      | Thiago Henrique SENS                | 1,95   | Brésil      | R/A   |
| 10     | Murilo RADKE                        | 1,96   | Brésil      | P     |
| 11     | Robinson Alessandro DVORANEN        | 2,01   | Brésil      | R/A   |
| 12     | Gabriel Weiss MACIEL                | 1,96   | Brésil      | R/A   |
| 13     | André Rodrigo DE OLIVEIRA           | 1,96   | Brésil      | C     |
| 14     | Diego Henrique ZANCANELA DE ALMEIDA | 2,02   | Brésil      | C     |
| 15     | Arleicson DE SOUZA MONTEIRO         | 1,86   | Brésil      | R/A   |
| 16     | Ualas DA CONCEICÃO MARTINS          | 2,04   | Brésil      | C     |
| 17     | João Paulo DE FIGUEIREDO TAVARES    | 2,04   | Brésil      | R/A   |
| 18     | Ricardo SANGALLI                    | 1,96   | Brésil      | A     |